# バラク・ハージブ
バラク・ハージブ（? - 1234年/1235年）は、13世紀初頭にイランのケルマーンで成立したカラヒタイ朝の建国者（在位：1223年 - 1234年/1235年）。
バラク・ハージブは契丹が中央アジアに建国した西遼（カラ・キタイ）の皇族の出身であるため、彼が建てた政権は出自にちなんだカラヒタイの名で呼ばれる。また、バラク・ハージブがアッバース朝のカリフから与えられた称号より、クトゥルグ・カン家、クトゥルグ・スルターン家とも呼ばれる。
1218年に西遼がモンゴル帝国に併合された後、バラク・ハージブと共にケルマーンに定住した一団はイスラームに改宗し、現地に立てた地方政権がケルマーンのカラヒタイ朝の始まりである。ケルマーンのカラヒタイ朝はモンゴル帝国、イルハン朝の属国として、約80年の間中央アジアに存続した。カラヒタイ朝には9人の君主がおり、うち2人は女性だった。

## 生涯
バラク・ハージブは本来西遼の軍人だったが、1210年にバナーカトの戦いで西遼軍がホラズム・シャー朝に敗れた時、軍の指揮官を務めていた弟のターヤンクーと共にホラズム・シャー朝の捕虜となった。ホラズム・シャー朝に降伏したバラクは侍従（ハージブ）として仕官し、王子ギヤースッディーン・ピール・シャーの下ではエスファハーンの長官を務めた。
1219年のモンゴル帝国のホラズム侵攻の後、ギヤースッディーンの廷臣と対立したバラクはインドに滞在する王子ジャラールッディーン・メングベルディーの元に向かう。行軍を妨害したグヴァシール（ケルマーン）の長官を破り、グヴァシールの城を包囲した。包囲中、バラクはジャラールッディーンに財宝を献上し、彼の娘を娶らせて婚姻を結び、帰順を誓った。ジャラールッディーンはペルシアに帰国する際にバラクのグヴァシール長官の地位を認め、やがてバラクの権威はケルマーン州全土に行き渡る。
1226年にジャラールッディーンがイラクに転戦した後、バラクは独立を図り、モンゴル帝国に使者を送った反逆を知ったジャラールッディーンがケルマーンに引き返すと、バラクは堅固な城砦に立て籠もって抵抗し、両者は和解する。ジャラールッディーンとの争いに敗れたギヤースッディーンがケルマーンに亡命すると、バラクは彼とその母親、500人の従者たちを殺害した。
後にバラクはイスラームに改宗してバグダードのカリフにスルターンの称号を請求し、「クトゥルグ・スルターン（幸福なスルターン）」の称号を認められる。ジャラールッディーンの死後、モンゴル軍がホラズム軍の残党が拠るスィースターンを攻撃したおり、バラクは彼らに臣従し、老齢の自分の代理として子のルクヌッディーンをモンゴルの宮廷に派遣した。ルクヌッディーンの移動中にバラクは没し、甥のクトブッディーンがケルマーンの王位を簒奪した。

## その後のカラヒタイ朝
バラク・ハージブの死後、ルクヌッディーンとクトブッディーンはモンゴルの宮廷の有力者たちの力を背景にしてケルマーンの王位を争った。
オゴデイ・カアンはルクヌッディーンのケルマーン王位を認め、グユク・カンの即位時には大臣チンカイに支持されたルクヌッディーンが王位を保持した。モンケがカアンに即位してグユクの党派が失脚すると、クトブッディーンがマフムード・ヤラワチの支持を得てケルマーンの王位を手にする。1253年（もしくは1254年）、王位争いに敗れたルクヌッディーンはクトブッディーンによって殺害される。フレグの征西にあたって、クトブッディーンはフレグに臣従を誓い、1257年（もしくは1258年）に没した。
モンケはクトブッディーンの子のハッジャージュをケルマーンの王に封じるが、ハッジャージュは幼く、クトブッディーンの妻のクトルグ・テルケンがハッジャージュを後見した。成長したハッジャージュはクトルグ・テルケンと対立、クトルグ・テルケンは女婿にあたるイルハン朝のアバカ・ハンに助けを求め、アバカよりケルマーンの支配権を認められる。ハッジャージュはインドの奴隷王朝に亡命し、王位の奪還を果たさないまま帰国中に没した。
アフマド・テグデルがイルハン朝のハンに即位した後、1282年にクトブッディーンの次男のジャラールッディーン・ソユルガトミシュはテグデルよりケルマーンの王位を認められ、クトルグ・テルケンを廃位した。クトルグ・テルケンはタブリーズのイルハン朝の宮廷に逃れ、イルハン朝の官人はソユルガトミシュとクトルグ・テルケンの和解を望んだ。同年にクトルグ・テルケンは亡命先のタブリーズで客死する。
アルグンがテグデルを討ってイルハン朝のハンに即位すると、テグデルの後援でケルマーン王位を得たソユルガトミシュは裁判にかけられるが、王位の保持を認められた。1291年にイルハン朝のハンに即位したガイハトゥは妻のパードシャー・ハトゥンをケルマーンの支配者とし、翌1292年に帰国したパードシャーによってソユルガトミシュは処刑される。
1306年、シャー・ジハーンは告発を受けてオルジェイトゥ・ハンの宮廷に召喚された。シャー・ジハーンはオルジェイトゥに罰せられなかったものの、ケルマーンへの帰国は認められなかった。ケルマーンはイルハン朝の統治下に置かれ、シャー・ジハーンはシーラーズに隠棲した。シャー・ジハーンはシーラーズで財貨を蓄え、彼の娘はムザッファル朝の建国者ムバーリズッディーン・ムハンマドの元に嫁いだ。

## カラヒタイ朝の歴代君主
1. バラク・ハージブ（在位：1223年 - 1234年もしくは1235年）
2. ルクヌッディーン・ホージャ・ムハンマド - バラク・ハージブの子
3. クトブッディーン - ターヤンクーの子
4. スルターン・ハッジャージュ（在位：1257年もしくは1258年 - 1271年） - クトブッディーンの子
5. クトルグ・テルケン（在位：1271年 - 1282年） - クトブッディーンの妻
6. ジャラールッディーン・ソユルガトミシュ（在位：1282年 - 1292年） - クトブッディーンの次男
7. パードシャー・ハトゥン - クトブッディーンの子。ソユルガトミシュの姉。イルハン朝のアバカの元に嫁ぎ、アバカの死後ガイハトゥの后とされた
8. ムハンマド・シャー - ハッジャージュの子
9. シャー・ジハーン（在位：1303年 - 1306年） - ソユルガトミシュの子